# 47-я смешанная авиационная дивизия
47-я смешанная авиационная дивизия — воинское соединение Вооружённых Сил СССР в Великой Отечественной войне.

## История
Дивизия сформирована в сентябре 1940 года в Орловском военном округе. На 22 июня 1941 года управление дивизии базировалось на аэродроме Сеща.

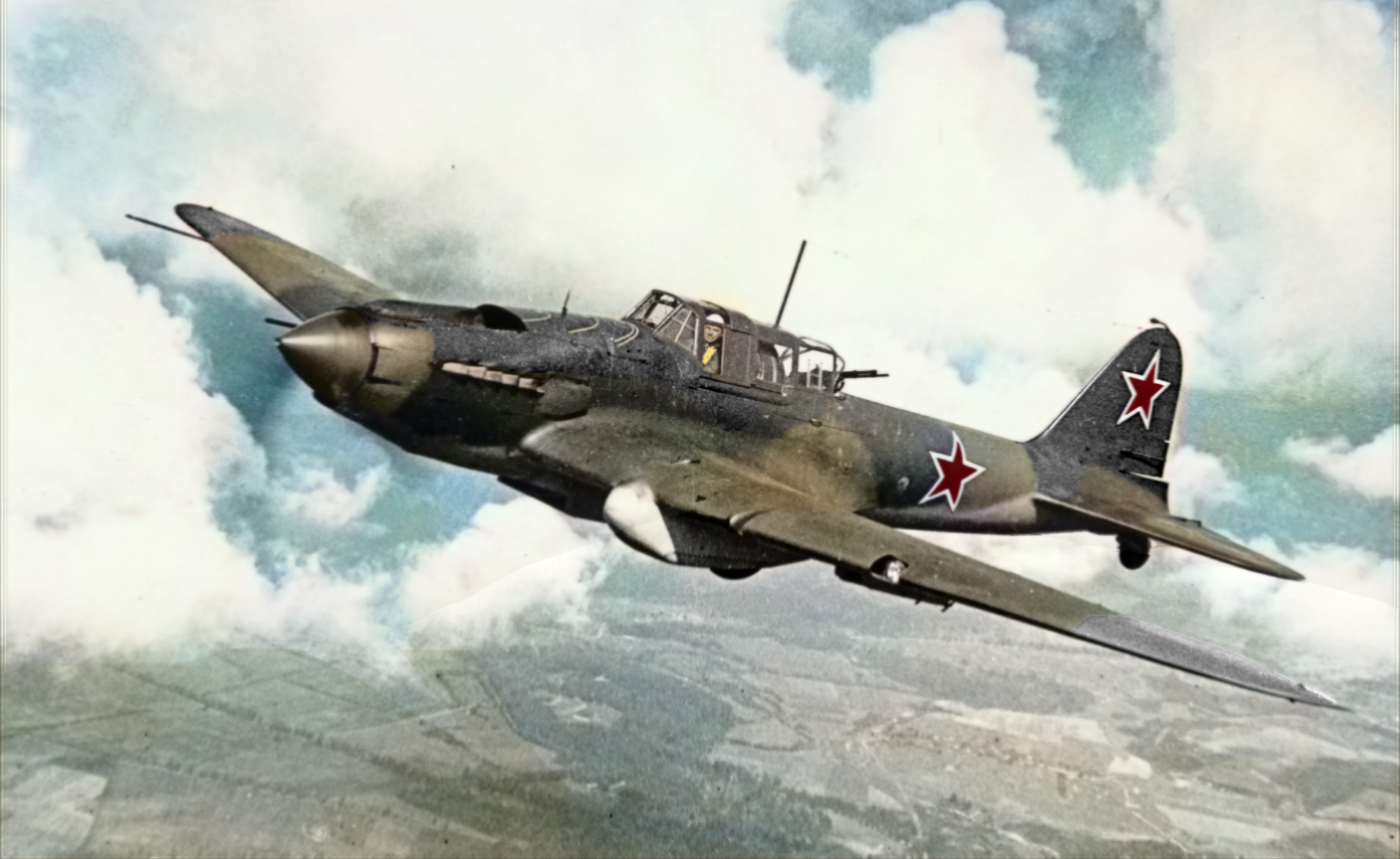
Штурмовые полки имели на вооружении Ил-2.

В составе действующей армии с 23 июня 1941 по 27 января 1942 года.
С 23 июня 1941 года дивизия была передана на усиление ВВС Западного фронта и полки дивизии приступили к боями на западном направлении, в Белоруссии, затем в Смоленской области. С 28 июля 1941 самолёты дивизии совершают вылеты с передовых площадок Мартынишино, Кулешовка, Богдановщина. Так, 30 июля 1941 года два звена Ил-2 и два звена Су-2 под прикрытием МиГ-3 (все из состава дивизии), нанесли комбинированный бомбоштурмовой удар по аэродрому противника Ельня. К 31 июля 1941 года по отчётам дивизии было потеряно 19 самолётов Су-2.
В течение августа-сентября 1941 года действует в районе Смоленска, наносит удары по мотомеханизированным колоннам противника в районах в районах Картуз-Береза, Духовщина, Бобруйск, Слуцк, Могилёв, Смолевичи, Починок, Смоленск, Ярцево, Вязьма, Ельня, Дорогобуж, Демидов, по переправам на реках Днепр, Березина, Вязьма, Западная Двина, по Соловьёвской переправе, по железнодорожным станциям Смоленск, Ярцево, Дорогобуж и по аэродромам противника Смоленск, Боровское, Шайковка.
К 28 августа 1941 года только 140-й бомбардировочный авиационный полк потерял 52 самолета (СБ и Пе-2) и убыл на переформирование в тыл.
С началом операции «Тайфун» действует по колоннам противника в районе Вязьмы. Так, 3 октября 1941 года тремя Ил-2 наносит удар по колонне в районе Карпово, 12 октября 1941 года в районе Новое Село, Дугино, 20 октября 1941 года западнее Можайска, 22 октября 1941 года в районе Соколово.
К концу ноября 1941 года базировалась на аэродроме Тушино. По состоянию на 30 ноября 1941 года в дивизии имелось 13 истребителей и 8 штурмовиков. Полки дивизии в это время первыми начали применять реактивные снаряды РБС-82, РБС-132 и РОФС-132.
На 14 января 1942 года в дивизии был 51 самолёт, из них 40 боеспособных.
28 января 1942 года управление дивизии было обращено на формирование 1-й и 2-й резервных авиабригад Ставки ВГК.

## Состав
- 8-й скоростной бомбардировочный авиационный полк (1940 — 25.07.1941)
- 140-й скоростной бомбардировочный авиационный полк, базировался в Сеще, имел на вооружении СБи с 1941 года Пе-2[1] (1940 — 31.08.1941)
- 217-й скоростной бомбардировочный авиационный полк (1940 — 26.06.1941)
- 218-й скоростной бомбардировочный авиационный полк (1940 — 22.06.1941)
- 170-й истребительный авиационный полк (1940 — 04.07.1941)
- 61-й штурмовой авиационный полк[2] (09.08.1941 — 25.11.1941)
- 129-й истребительный авиационный полк (08.08.1941 — 18.10.1941)
- 163-й истребительный авиационный полк (31.07.1941 — 15.08.1941)
- 215-й штурмовой авиационный полк (20.08.1941  — 10.10.1941)
- 243-й штурмовой авиационный полк[3] (10.10.1941 - 29.10.1941)
- 312-й штурмовой авиационный полк (23.10.1941 — ?)
- 236-й истребительный авиационный полк (с 06.01.1942)
- 519-й истребительный авиационный полк (07.10.1941 — 1942)
- 687-й лёгкий бомбардировочный авиационный полк (?)

## Подчинение
| Дата            | Фронт (округ)           | Армия      | Корпус | Примечания |
| --------------- | ----------------------- | ---------- | ------ | ---------- |
| 22.06.1941 года | Орловский военный округ | -          | -      | -          |
| 01.07.1941 года | Западный фронт          | -          | -      | -          |
| 10.07.1941 года | Западный фронт          | 20-я армия | -      | -          |
| 01.08.1941 года | Западный фронт          | -          | -      | -          |
| 01.09.1941 года | Западный фронт          | -          | -      | -          |
| 01.10.1941 года | Западный фронт          | -          | -      | -          |
| 01.11.1941 года | Западный фронт          | -          | -      | -          |
| 01.12.1941 года | Западный фронт          | -          | -      | -          |
| 01.01.1942 года | Западный фронт          | -          | -      | -          |

## Командиры
- Толстиков, Олег Викторович, полковник (с конца августа 1941) [4]

## Участие в сражениях и битвах
- Приграничные сражения — с 23 июня 1941 года по 29 июня 1941 года.
- Смоленское сражение — с 10 июля 1941 года по 10 сентября 1941 года.
- Битва за Москву - с 30 сентября 1941 года по 9 января 1942 года.
- Торопецко-Холмская операция — с 9 января 1942 года по 6 февраля 1942 года.

## Награды
- 61-й штурмовой авиационный полк за образцовое выполнение заданий командования на фронте борьбы с немецкими захватчиками и проявленные при этом доблесть и мужество Указом Президиума Верховного Совета СССР от 9 ноября 1941 года награждён орденом Красного Знамени[5].

## Отличившиеся воины дивизии
- Болотов Василий Гаврилович, старший лейтенант, заместитель командира эскадрильи 61-го штурмового авиационного полка 47-й смешанной авиационной дивизии Военно-воздушных сил Западного фронта 12 апреля 1942 года удостоен звания Герой Советского Союза. Золотая Звезда № 584.
- Карабулин Николай Михайлович, лейтенант, командир звена 215-го штурмового авиационного полка 47-й смешанной авиационной дивизии Военно-воздушных сил Западного фронта 12 апреля 1942 года удостоен звания Герой Советского Союза. Золотая Звезда № 690.
- Ковац Пётр Семёнович, старший лейтенант, командир эскадрильи 129-го истребительного авиационного полка 47-й смешанной авиационной дивизии Военно-воздушных сил Западного фронта 12 апреля 1942 года удостоен звания Герой Советского Союза. Посмертно.
- Коробкин Василий Ильич, лейтенант, лётчик 215-го штурмового авиационного полка 47-й смешанной авиационной дивизии Военно-воздушных сил Западного фронта 12 апреля 1942 года удостоен звания Герой Советского Союза. Золотая Звезда № 570.